# Kijang
Kijang är en ort i Indonesien.   Den ligger i provinsen Kepulauan Riau, i den västra delen av landet, 800 km norr om huvudstaden Jakarta. Kijang ligger 6 meter över havet och antalet invånare är 41 344.
Terrängen runt Kijang är platt. Havet är nära Kijang åt nordost. Runt Kijang är det ganska tätbefolkat, med 70 invånare per kvadratkilometer. Det finns inga andra samhällen i närheten. Trakten runt Kijang består huvudsakligen av våtmarker.